# Маргалеф
Маргалеф (кат. Margalef) — містечко, розташоване в Автономній області Каталонія в Іспанії. Знаходиться у районі (кумарці) Пріурат провінції Таррагона, згідно з новою адміністративною реформою перебуватиме у складі бегерії Камп да Таррагона.

## Населення
Населення міста (у 2007 р.) становить 122 осіб (з них менше 14 років — 8,2 %, від 15 до 64 — 58,2 %, понад 65 років — 33,6 %). У 2006 р. народжуваність склала 1 осіб, смертність — 1 осіб, приріст населення склав 0
осіб. У 2001 р. активне населення становило 59 осіб, з них безробітних — 6 осіб.
Серед осіб, які проживали на території міста у 2001 р., 129 осіб народилися в Каталонії (з них 78 осіб у тому самому районі, або кумарці), 2 осіб приїхало з інших областей Іспанії, а 2 осіб приїхало з-за кордону.
Університетську освіту має 9,7 % усього населення.
У 2001 р. нараховувалося 53 домогосподарств (з них 37,7 % складалися з однієї особи, 20,8 % з двох осіб,
11,3 % з 3 осіб, 18,9 % з 4 осіб, 5,7 % з 5 осіб, 5,7 % з 6 осіб, 0 % з 7 осіб, 0 % з 8 осіб і 0 % з 9 і більше осіб).
Активне населення міста у 2001 р. працювало у таких сферах діяльності: у сільському господорстві — 49,1 %, у промисловості — 5,7 %, на будівництві — 9,4 % і у сфері обслуговування — 35,8 %.
У муніципалітеті або у власному районі (кумарці) працює 39 осіб, поза районом — 18 осіб.

### Безробіття
У 2007 р. нараховувалося 3 безробітних (у 2006 р. — 1 безробітних), з них чоловіки становили 66,7 %, а жінки — 33,3 %.

## Економіка

### Роздрібна торгівля
| \| Підприємства роздрібної торгівлі міста, за сферою діяльності \| Підприємства роздрібної торгівлі міста, за сферою діяльності \| Підприємства роздрібної торгівлі міста, за сферою діяльності \| \| Рік \| 2002 р. \| 2001 р. \| \| ------------------------------------------------------------ \| ------------------------------------------------------------ \| ------------------------------------------------------------ \| \| Продукти харчування \| 66,7 % \| 66,7 % \| \| Одяг та взуття \| 0,0 % \| 0,0 % \| \| Товари для дому \| 0,0 % \| 0,0 % \| \| Книги та періодичні видання \| 0,0 % \| 0,0 % \| \| Промислова хімічна продукція \| 0,0 % \| 0,0 % \| \| Продукція, пов'язана з транспортними засобами \| 0,0 % \| 0,0 % \| \| Інше \| 33,3 % \| 33,3 % \| \| Усього підприємств \| 3 \| 3 \| |         |         |
| Підприємства роздрібної торгівлі міста, за сферою діяльності |         |         |
| Рік | 2002 р. | 2001 р. |
| Продукти харчування | 66,7 %  | 66,7 %  |
| Одяг та взуття | 0,0 %   | 0,0 %   |
| Товари для дому | 0,0 %   | 0,0 %   |
| Книги та періодичні видання | 0,0 %   | 0,0 %   |
| Промислова хімічна продукція | 0,0 %   | 0,0 %   |
| Продукція, пов'язана з транспортними засобами | 0,0 %   | 0,0 %   |
| Інше | 33,3 %  | 33,3 %  |
| Усього підприємств | 3       | 3       |

### Сфера послуг
| \| Підприємства міста, що працюють у сфері послуг, за діяльністю \| Підприємства міста, що працюють у сфері послуг, за діяльністю \| Підприємства міста, що працюють у сфері послуг, за діяльністю \| \| Рік \| 2002 р. \| 2001 р. \| \| ------------------------------------------------------------- \| ------------------------------------------------------------- \| ------------------------------------------------------------- \| \| Гуртова торгівля \| 33,3 % \| 33,3 % \| \| Готелі та готельний бізнес \| 33,3 % \| 33,3 % \| \| Транспорт та зв'язок \| 0,0 % \| 0,0 % \| \| Посередницькі фінансові послуги \| 11,1 % \| 11,1 % \| \| Послуги підприємствам \| 11,1 % \| 11,1 % \| \| Послуги фізичним особам \| 0,0 % \| 0,0 % \| \| Нерухомість та ін. \| 11,1 % \| 11,1 % \| \| Усього підприємств \| 9 \| 9 \| |         |         |
| Підприємства міста, що працюють у сфері послуг, за діяльністю |         |         |
| Рік | 2002 р. | 2001 р. |
| Гуртова торгівля | 33,3 %  | 33,3 %  |
| Готелі та готельний бізнес | 33,3 %  | 33,3 %  |
| Транспорт та зв'язок | 0,0 %   | 0,0 %   |
| Посередницькі фінансові послуги | 11,1 %  | 11,1 %  |
| Послуги підприємствам | 11,1 %  | 11,1 %  |
| Послуги фізичним особам | 0,0 %   | 0,0 %   |
| Нерухомість та ін. | 11,1 %  | 11,1 %  |
| Усього підприємств | 9       | 9       |

## Житловий фонд
У 2001 р. 1,9 % усіх родин (домогосподарств) мали житло метражем до 59 м², 5,7 % — від 60 до 89 м², 39,6 % — від 90 до 119 м² і
52,8 % — понад 120 м².

З усіх будівель у 2001 р. 32,8 % було одноповерховими, 12,3 % — двоповерховими, 54,1 % — триповерховими, 0 % — чотириповерховими, 0,8 % — п'ятиповерховими, 0 % — шестиповерховими,
0 % — семиповерховими, 0 % — з вісьмома та більше поверхами.

## Автопарк
| \| Автомобілі, зареєстровані у місті, за призначенням \| Автомобілі, зареєстровані у місті, за призначенням \| Автомобілі, зареєстровані у місті, за призначенням \| \| Рік \| 2006 р. \| 2005 р. \| \| -------------------------------------------------- \| -------------------------------------------------- \| -------------------------------------------------- \| \| Приватні автомобілі \| 51,9 % \| 53,8 % \| \| Мотоцикли \| 11,5 % \| 11,5 % \| \| Вантажівки \| 31,7 % \| 30,8 % \| \| Трактори \| 0,0 % \| 0,0 % \| \| Автобуси та ін. \| 4,8 % \| 3,8 % \| \| Усього автомобілів \| 104 шт. \| 104 шт. \| |         |         |
| Автомобілі, зареєстровані у місті, за призначенням |         |         |
| Рік | 2006 р. | 2005 р. |
| Приватні автомобілі | 51,9 %  | 53,8 %  |
| Мотоцикли | 11,5 %  | 11,5 %  |
| Вантажівки | 31,7 %  | 30,8 %  |
| Трактори | 0,0 %   | 0,0 %   |
| Автобуси та ін. | 4,8 %   | 3,8 %   |
| Усього автомобілів | 104 шт. | 104 шт. |

## Вживання каталанської мови
У 2001 р. каталанську мову у місті розуміли 100 % усього населення (у 1996 р. — 100 %), вміли говорити нею 97,7 % (у 1996 р. — 95,3 %), вміли читати 93,9 % (у 1996 р. — 93 %), вміли писати 61,8 % (у 1996 р. — 26,4 %). Не розуміли каталанської мови 0 %.

## Політичні уподобання
У виборах до Парламенту Каталонії у 2006 р. взяло участь 66 осіб (у 2003 р. — 86 осіб). Голоси за політичні сили розподілилися таким чином:
| \| Вибори до Парламенту Каталонії \| Вибори до Парламенту Каталонії \| Вибори до Парламенту Каталонії \| \| Рік \| 2006 р. \| 2003 р. \| \| -------------------------------------- \| ------------------------------ \| ------------------------------ \| \| Конвергенція та Єднання (CiU) \| 57,6 % \| 54,7 % \| \| Соціалістична партія Каталонії (PSC) \| 13,6 % \| 11,6 % \| \| Народна партія (PP) \| 1,5 % \| 0,0 % \| \| Ініціатива за зелену Каталонію (IC) \| 7,6 % \| 1,2 % \| \| Республіканська лівиця Каталонії (ERC) \| 18,2 % \| 32,6 % \| \| Громадянська партія (C's) \| 0,0 % \| 0,0 % \| \| Інші \| 1,5 % \| 0 % \| |         |         |
| Вибори до Парламенту Каталонії |         |         |
| Рік | 2006 р. | 2003 р. |
| Конвергенція та Єднання (CiU) | 57,6 %  | 54,7 %  |
| Соціалістична партія Каталонії (PSC) | 13,6 %  | 11,6 %  |
| Народна партія (PP) | 1,5 %   | 0,0 %   |
| Ініціатива за зелену Каталонію (IC) | 7,6 %   | 1,2 %   |
| Республіканська лівиця Каталонії (ERC) | 18,2 %  | 32,6 %  |
| Громадянська партія (C's) | 0,0 %   | 0,0 %   |
| Інші | 1,5 %   | 0 %     |